# Carnaval de Puerto de la Cruz
El Carnaval Internacional Puerto de la Cruz se celebra en el municipio canario de Puerto de la Cruz (Tenerife, España). En este carnaval destacan los siguientes eventos:

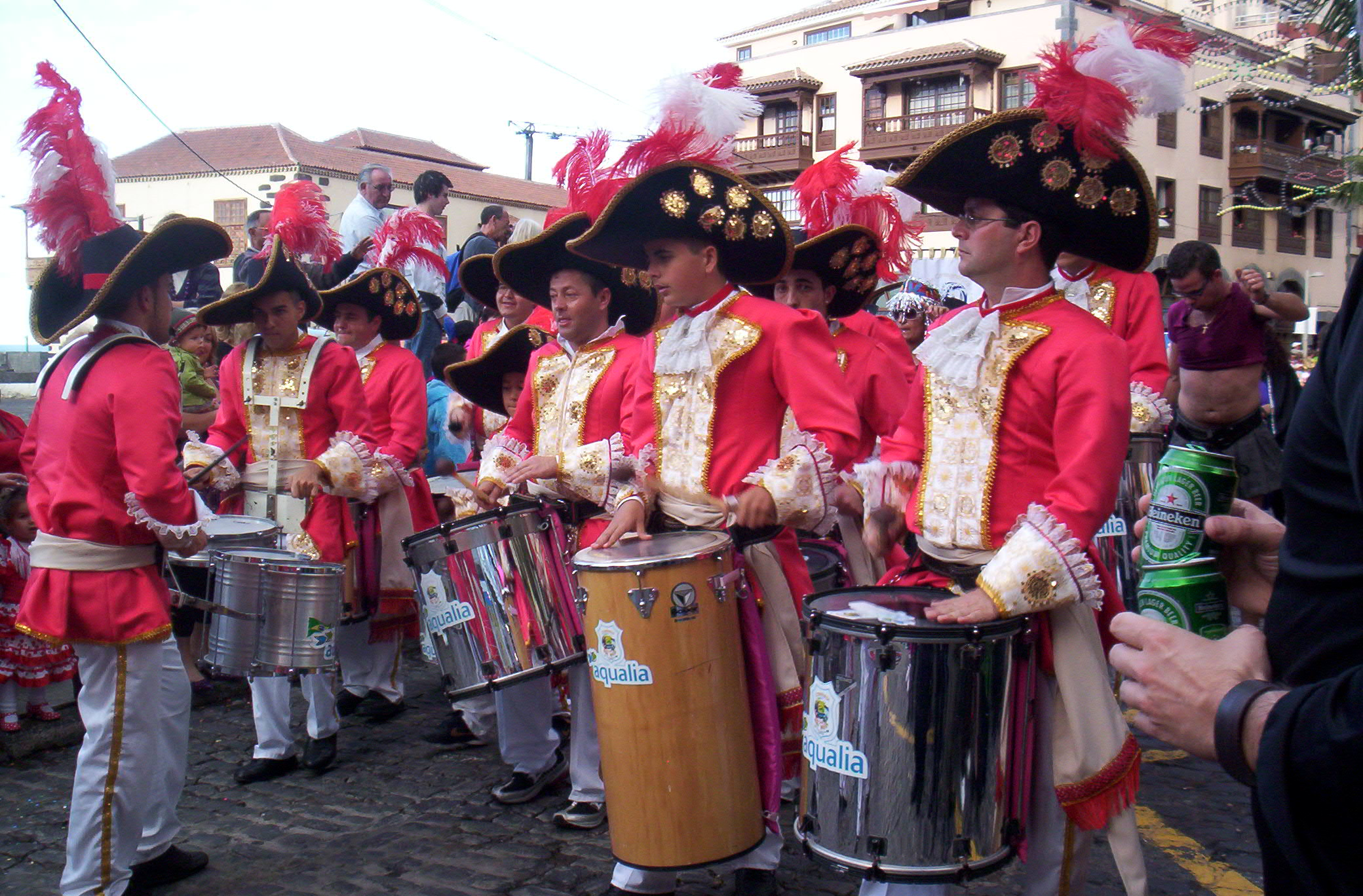
Coso del Carnaval 2008.

- Gran Gala de Elección de la Reina del Carnaval.
- Entierro de la sardina.
- Mascarita Ponte Tacón: carrera de obstáculos que se desarrolla por las principales calles portuenses, en el que las "mascaritas" deben llevar un calzado de no menos de 10 cm de altura.
- Coso Apoteosis del Carnaval.

En estas fiestas, participa una delegación de los carnavales de Düsseldorf, ciudad alemana con la que el municipio está hermanado desde el año 1972.
El carnaval del Puerto de la Cruz llegó a celebrarse de manera conjunta y coordinada con el Carnaval de Santa Cruz de Tenerife, compartiendo ambas el mismo cartel (al menos hasta el año 1982).

## Carnaval tradicional: el mataculebra
El mataculebra es un ritual afro-cubano que pervive en el Carnaval del Puerto de la Cruz. Llega a Tenerife a finales del siglo XIX de manos de los emigrantes tinerfeños que regresaron de Cuba; se cree que fue introducido por Manuel Díaz, conocido como Manuel Catalina, quien lo representó por las calles portuenses y otros puntos de la isla de Tenerife. La tradición se mantuvo hasta mediados de la década de los ochenta del siglo XX. Tras una investigación del profesor Manuel Lorenzo Perera, posteriormente publicada en 1997 bajo el título Matar la Culebra, se recuperó la tradición por parte del Aula Cultural de Etnografía de la Universidad de La Laguna. Tal colectivo la interpretó desde entonces en la ciudad portuense y otras localidades. El Área de Cultura del Ayuntamiento del Puerto de la Cruz colaboró con este proyecto que ha sido introducido en los colegios del municipio tras iniciativa del Aula universitaria que preside el profesor Manuel Lorenzo Perera.
El ritual del Mataculebra era característico de las comparsas ñáñigas, propias de las luchas por la libertad de los esclavos en la Cuba del siglo XIX. Fue una expresión burlesca contra la injusticia del sistema esclavista. Los esclavos africanos aportaron a la cultura de la isla caribeña de Cuba un ritual que escenifica la lucha contra el mal.
El Mataculebra es representado por Los Negritos y El Mayoral (el amo blanco) que, a fuerza de látigo, impone matar la culebra, símbolo del poder maligno.